# Spring Mountain Motor Resort and Country Club

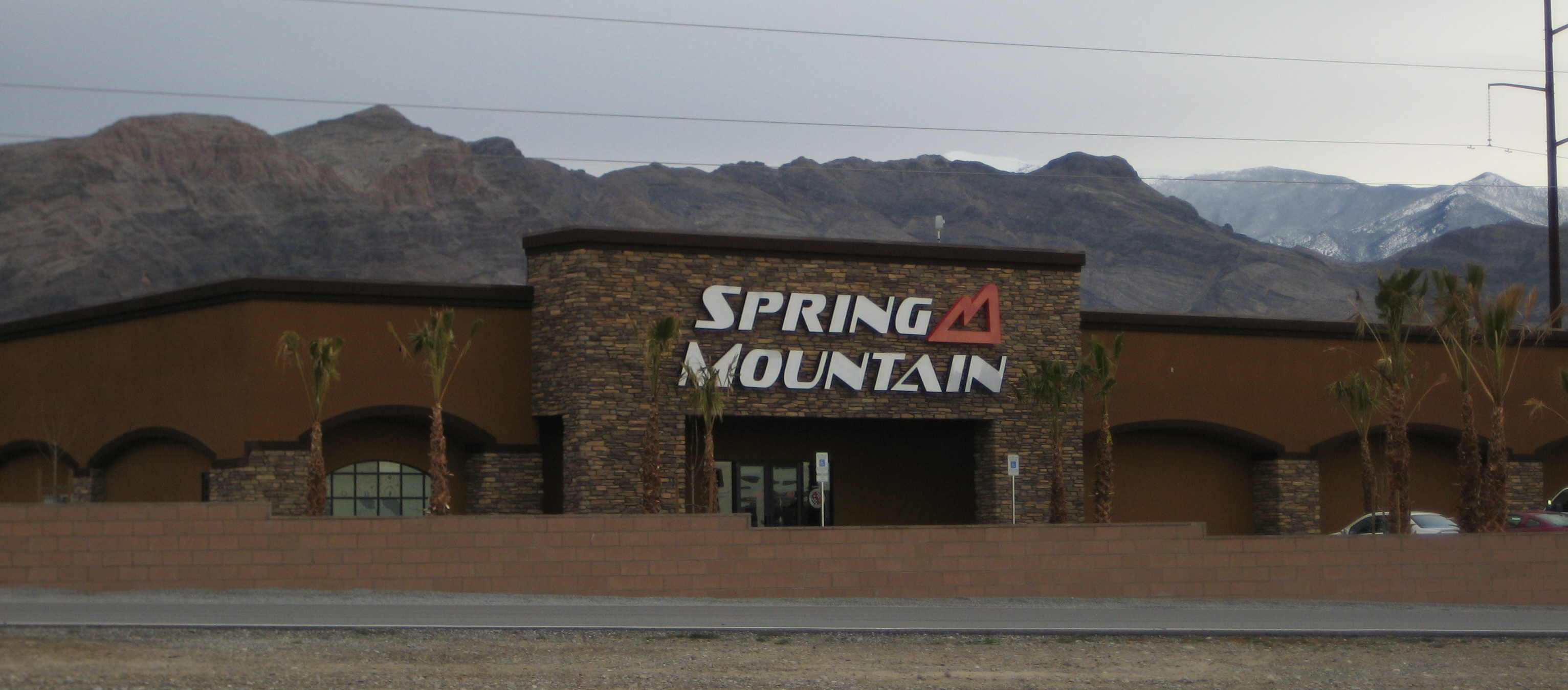
Gebouw van het Spring Mountain Motor Resort and Country Club

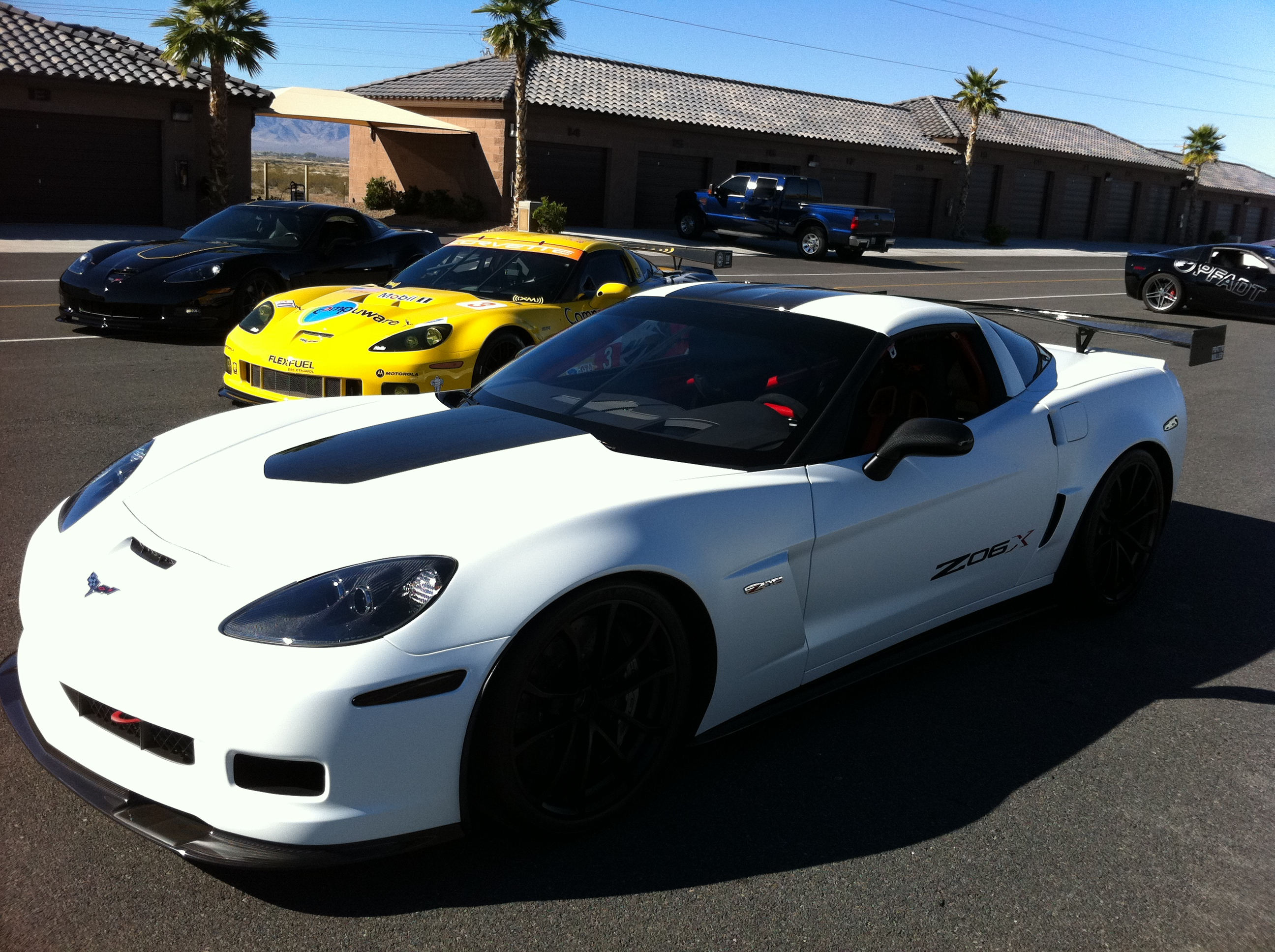
Een Corvette Z06X op de racebaan

Het Spring Mountain Motor Resort and Country Club (ook Spring Mountain Motorsports Ranch) is een racebaan in de plaats Pahrump in de Amerikaanse staat Nevada. De racebaan heeft tien kilometer aan asfalt, waarop verschillende routes mogelijk zijn. Het Spring Mountain Motor Resort and Country Club beschikt over een clubhuis met een oppervlakte van 750 m², waar zich onder andere een zwembad bevindt, en over verhuurbare appartementen. De racebaan werd in 2004 opgericht door John Morris en Brad Rambo. Zij kochten toen een bestaande racebaan met een lengte van 3,5 kilometer. In 2005 werd nog ongeveer 2,5 kilometer aan de lengte van de racebaan toegevoegd en in 2007 werd het clubhuis gebouwd. In de loop der jaren werd de racebaan meermaals verlengd en ook kocht het Spring Mountain Motor Resort and Country Club in 2012 een perceel van 50 hectare. Sommige bochten van de racebaan zijn replica's van bekende bochten van andere circuits.
Op de racebaan bevinden zich anno 2015 onder andere sinds 2010 de Ron Fellows Performance Driving School, een officiële rijschool van het automerk Corvette, sinds 2012 de Cadillac V-Series Academy, de Radical Racing School en een raceschool waar een racebewijs van de Sports Car Club of America kan worden gehaald. Naast een rijschool is op het terrein van de racebaan sinds 2011 een autodealer en daarnaast gelicenseerd reparateur en maker van motoren van Radical Sportcars gevestigd. Eerder was de racebaan ook de locatie van de officiële Lotus Performance Driving School van Lotus.